# 브래드퍼드 시티 AFC
브래드퍼드 시티 AFC(Bradford City A.F.C.)는 잉글랜드의 축구 클럽으로, 웨스트요크셔주의 브래드퍼드를 연고지로 한다.
2012-13 시즌에 잉글랜드 1, 2, 3, 4부 리그 92개 클럽이 모두 참가하는 캐피털 원 컵에서 4부리그 클럽으로는 사상 최초로 결승에 진출하는 돌풍을 일으켰다. 16강에서 위건 애슬레틱, 8강에서 아스널, 4강에서 애스턴 빌라를 차례로 꺾었지만 결승에서 스완지 시티에 패하면서 준우승을 차지했다.

## 역대 성적
컵
- FA컵
  - 우승 1회: 1910-11

- 풋볼 리그 컵
  - 준우승 1회: 2012-13

## 선수 명단

### 현역
참고: FIFA 자격 규정에 따라 소속된 국가대표팀 국기를 표시합니다. 선수는 복수의 FIFA 비회원국 국적을 가지고 있을 수 있습니다.
| 번호 | 포지션 | 국적     | 이름      |
| ---- | ------ | -------- | --------- |
| 9    | FW     | 잉글랜드 | 앤디 쿡   |
| 13   | GK     | 아일랜드 | 콜린 도일 |

| 번호 | 포지션 | 국적       | 이름            |
| ---- | ------ | ---------- | --------------- |
| 23   | MF     | 잉글랜드   | 바비 포인톤     |
| 26   | FW     | 스코틀랜드 | 마이클 멜론     |
| 45   | DF     | 아일랜드   | 타요 아다라몰라 |

## 역대 감독
| 감독              | 임기        |
| ----------------- | ----------- |
| 브라이언 롭슨     | 2003 ~ 2004 |
| 마크 휴스         | 2022 ~      |
| 그레이엄 알렉산더 | 2023 ~      |